# 사하라 히데키
사하라 히데키(일본어: 佐原 秀樹, 1978년 5월 15일 ~ )는 일본의 전 축구 선수이다.

## 구단 경력
과거 가와사키 프론탈레, 그레미우, FC 도쿄에서 활동하였다.